# A108 (Росія)
Автомобільна дорога федерального значення А108 (Московське велике кільце, скорочено МВК, неофіційно Велике бетонне кільце або «Велика бетонка») — кільцева автомобільна дорога Московської області. Загальна довжина траси становить 564 км.
Проходить в Московській, Калузькій і Владимирській областях, через міста: Орєхово-Зуєво, Лікіно-Дульово, Куровське, Воскресенськ, Балабаново, Рузу, Клин, Дмитров.
Притягаючи виробничо-складські та торговельні потужності, має особливе регіональне та місцеве значення. Є важливою транзитною дорогою, що дозволяє в тому числі обійти перевантажений московський вузол.
«Велика бетонка» заснована на зовнішньому кільці «Золотого кільця ППО».

## Маршрут
Московська область
0 км — Дмитров, перетин з A 104
46 км — Сергієв Посад, перетин з M8
110 км — відгалуження (4 km) на Електрогорськ
Невеликий відрізок територію Владимирської області і повернення в Московську область
116 км — 121 км — перетин з M7
129 км — Орєхово-Зуєво
135 km — відгалуження (5 км) на Дрезна
141 km — Лікіно-Дульово
161 km — Куровське
169 km — перетин з R 105
191 km — Воскресенськ, Міст через річку Москва
203 km — перетин з M5
231 km — Малино
246 km — перетин з M4
272 km — перетин з M2
281 km — 287 km — перетин зі старим маршрутом M2
287 km — відгалуження (6 km) на Серпухов
Калузька область
333 km — перетин з A 101
341 km — Балабаново, перетин з M3
349 km — Ермолино, відгалуження (6 km) на Боровськ
Московська область
388 km — перетин з M1
389 km — Дорохово, перетин з А100
401 km — Міст через Москву
411 km — Руза
451 km — Новопетровське, перетин з M9
495 km — Клин, перетин з M10
553 km — Дмитров, перетин з A 104